# Leopold Vícha
Leopold Vícha (11. listopadu 1846 Žimrovice u Opavy – 21. listopadu 1921 Frenštát pod Radhoštěm) byl první český nadučitel, sběratel lidových písní a vlastivědný pracovník.

## Život
Leopold Vícha se narodil do chudé rolnické rodiny jako poslední ze sedmi dětí. Vzdělával se na několika školách a byl velmi vzdělanou osobností své doby. V šesti letech nastoupil na základní školu v Žimrovicích u Opavy, ale již po roce jej rodiče dali na německou hlavní školu do Opavy. Po dvou letech studií na německé hlavní škole byl přijat na reálku do Opavy. Záhy mu však zemřeli oba rodiče, bylo to v době, kdy navštěvoval třetí ročník Opavské reálky, a tak se musel od svých 11 let živit sám. Jako osmnáctiletý v roce 1864 odešel na dvouletý učitelský ústav v Opavě.
Poté, co vykonal maturitní zkoušku, získal dekret k výuce na obecné škole ve Lhotě u Opavy jako pomocný učitel. Na této obecní škole zůstal šest let. K profesi pomocného učitele vykonával ještě funkci obecního písaře.
Následně se přestěhoval do Kopřivnice, a to na základě pobídky Leopoldova bratrance, prvního kopřivnického faráře Rudolfa Víchy. V té době byly na Moravě zrušeny konkordátní školy a všichni učitelé tak museli absolvovat nové zkoušky. Leopold Vícha zkoušku absolvoval úspěšně, jelikož však byl mladým učitelem, nemohl se stát nadřízeným svého staršího kolegy učitele Málka. V Kopřivnici proto pobýval pouze jeden rok a v roce 1870 přijal místo učitele v nedalekém Příboře.
V té době došlo k přestavbě kopřivnické školy a Leopold Vícha se na ni vrátil po roce, tentokrát však jako nadučitel. Na kopřivnické škole působil až do roku 1908.
Leopold Vícha učil v Kopřivnici celých 38 let. Byl velmi všímavý a nadšený do učení se nových věcí. Za svou školskou a výchovnou činnost ho zástupci učitelstva jmenovali do okresní školní rady a nabyl také titulu ředitele. Leopold Vícha se věnoval školním zahradám a velmi pověstná v celém okrese byla právě jeho školní zahrada. V roce 1877 se oženil s dcerou nadučitele Červenky ze Staré Bělé. Manželka však zemřela a proto se v roce 1897 oženil podruhé. Jeho druhou manželkou byla Karla Vrbová, dcera pláteníka z Frenštátu pod Radhoštěm
V roce 1908 odešel Leopold Vícha do penze, kterou trávil ve Frenštátu pod Radhoštěm.

## Zájmová spolková činnost Leopolda Víchy
Leopold Vícha byl v Kopřivnici velmi spolkově činný. Jako spoluzakladatel se v roce 1875 zasloužil o založení tělovýchovné jednoty Sokol v Kopřivnici. TJ Sokol však byla pro negativní vnímání organizace ze strany německých úřadů brzy zrušena. Na základech této organizace však vznikl čtenářsko-pěvecký spolek Vlastimil a Vícha stál opět u jeho zrodu. Jak naznačuje charakter založeného spolku Vlastimil, věnoval se Vícha také hudbě. Byl hudebníkem, skladatelem a v neposlední řadě také sběratelem lidových písní. Písně sbíral zejména z oblasti Kopřivnice a jejího okolí.
Kromě výuky na škole pracoval Leopold Vícha v zahrádkářství a ovocnářství. Roku 1901 se stal dokonce i inspektorem školních zahrad. Věnoval se také včelařství a byl rádcem rolníků.
Byť Leopold Vícha nežil do posledních dnů svého života v Kopřivnici, měl ji velmi rád. Vícha byl vlastenec a jako takový se účastnil všech bojů o českou Kopřivnici. Bojoval tedy s germanizační správou kopřivnické vozovky. Kopřivnice pro něj zůstala vždy českou vesnicí, což bylo vždy i jeho přáním.

## Čestné občanství
Dne 14. března 1898 byl obecním zastupitelstvem obce Kopřivnice schválen návrh na jmenování Leopolda Víchy čestným občanem obce Kopřivnice.

## Zajímavosti
- Před budovou bývalé základní školy (ZŠ Náměstí při ulici Štramberská) rostoucí ořešák černý byl v roce 1997 vyhlášen památným stromem. Při vyhlášení ořešáku památným stromem byl tento jedinec na počest prvního kopřivnického učitele pojmenován jako Ořech Leopolda Víchy.[4]